# María Guerra
María Guerra (Madrid, 1965) es una periodista y crítica de cine y de series de televisión española. Desde enero de 2022, dirige y presenta el pódcast de cine y series La Script, un programa de entrevistas en profundidad a personajes relevantes de la industria audiovisual (producido por The Story Lab hasta junio de 2024 y por Kinótico desde julio de ese año).
Es presidenta de la Asociación de Informadores Cinematográficos de España (AICE), entidad que organiza los Premios Feroz.

## Trayectoria
Guerra es Licenciada en Filología Inglesa por la Universidad Complutense de Madrid, tiene un Máster en Literatura Comparada de la Universidad de Exeter (1990/1991) y el Máster de Periodismo de El País y la Universidad Autónoma de Madrid (1992).
Trabajó de 1993 a 2019 en la emisora Cadena SER, primero en el programa El Cine de LoQueYoTeDiga y luego creó La Script en 2011, que posteriormente pasó a ser programa de televisión y se emitió en Movistar+ (de 2019 a 2021) para más tarde convertirse en ‘Vermú’. Desde septiembre de 2021, realiza una sección de cine semanal en el programa de radio ‘Cuerpos Especiales’ de Europa FM, que presentan Eva Soriano e Iggy Rubín (hasta el final de la temporada de 2023) y Nacho García (desde la temporada 2023/2024). Colaboró en la plataforma de pódcast Sonora en sus dos años de existencia (2022 - 2024). 
Desde 1993 ha cubierto los festivales internacionales de mayor categoría y ha conducido la retransmisión de numerosas galas de los Premios Óscar y algunas de los Premios BAFTA. También ha participado como jurado en los certámenes de cine de Huesca (HIFF), Ibiza (Ibicine), Medina del Campo (SECIME) y en el Festival de Cine La Orquídea Cuenca (Ecuador).
Guerra es la actual presidenta de la Asociación de Informadores Cinematográficos de España (AICE), entidad que organiza los Premios Feroz. Y es miembro de CIMA, la Asociación de mujeres cineastas y de medios audiovisuales.

## Filmografía

### Programas de televisión
| Año         | Programa               | Canal | Notas                   |
| ----------- | ---------------------- | ----- | ----------------------- |
| 2018 - 2020 | La Script en Movistar+ | #0    | Directora, presentadora |
| 2021        | Ver-Mú                 | #0    | Directora, presentadora |

### Podcast
| Año               | Programa  | Canal   | Notas                   |
| ----------------- | --------- | ------- | ----------------------- |
| 2022 - actualidad | La Script | YouTube | Directora, presentadora |

### Radio
| Año               | Programa           | Cadena     | Notas                   |
| ----------------- | ------------------ | ---------- | ----------------------- |
| 1993 - 2006       | LoQueYoTeDiga      | Cadena Ser | Presentadora, redactora |
| 2011 - 2019       | La Script          | Cadena Ser | Presentadora            |
| 2022 - actualidad | Cuerpos Especiales | Europa FM  | Colaboradora            |

## Reconocimientos
En junio de 2025, fue reconocida con el Premio de Comunicación Alfonso Sánchez 2025 de la Academia de Cine. Premio con el que se destaca la labor de los medios y sus profesionales para divulgar y promocionar nuestro cine.l Lo recogió el 18 de julio. 
En febrero de 2024, la revista Forbes Women incluyó a María Guerra en su lista de las 50 mujeres más influyentes del cine y el audiovisual en España.
En la 51 edición del Festival Internacional de Cine de Cartagena (2022), le fue otorgado el Premio FICC a la Difusión Cinematográfica.
Su programa La Script en Cadena SER, recibió en 2016 un galardón en la XXXIV Semana del Cine Español de Carabanchel (Madrid) por su labor de difusión del cine español; y en 2017 la Asociación de Mujeres Periodistas de Cataluña (ADPC) le concedió el Premio Buenas Prácticas de Comunicación no sexista, por ser un espacio que visibilizaba las desigualdades de las mujeres en la industria del cine.